# Premio de Poesía Emilio Alarcos
El Premio de Poesía Emilio Alarcos Llorach es un certamen literario establecido en honor del filólogo y miembro de la Real Academia Española, Emilio Alarcos Llorach. Es convocado anualmente por la Consejería de Cultura y Turismo del Principado de Asturias y está dirigido a poetas que desarrollan su obra en español.

## Dotación
El premio se falla cada año en el mes de octubre. Está dotado con 7200 euros y la publicación de la obra premiada, que es presentada con ocasión del fallo del jurado, en la siguiente convocatoria.

## Obras premiadas y ganadores
- 2002: Árbol desconocido, de Martín López-Vega
- 2003: Constantes vitales, de Javier Almuzara
- 2004: Sin noticias de gato de Ursaria, de Enrique Gracia Trinidad
- 2005: La saliva del sol, de Manuel Moreno Díaz
- 2006: Los poetas invisibles (y otros poemas), de Federico Gallego Ripoll; y Ecosistemas, de Javier Lorenzo Candel
- 2007: Naranjas cada vez que te levantas, de Julio Rodríguez
- 2008: Raíz, de Josep M. Rodríguez[2]
- 2009: Los ojos del pelícano, de Fernando Valverde[3]
- 2010: Dragados y Construcciones, de Adolfo Cueto.[4]
- 2011: Tulipanes rojos, de Eduardo Jordá.[5]
- 2012: Casi, de Rodrigo Manzuco.
- 2013: Paseo de la identidad, de Luis Bagué Quílez.
- 2014: Saber de grillos, de Vicente Gallego.[6]
- 2015: Carrusel, de Ioana Gruia.[7]
- 2016: Ritmo latino, de Jorge Barco Ingelmo.[8]
- 2017: Micrografías, de Irene Sánchez Carrón.[9]
- 2018: Lumpen Supernova, de Emilio Martín Vargas.[10]
- 2019: El reloj de Mallory, de David Hernández Sevillano.[11]
- 2020: Cuerpos de Cristo, de Antonio Praena[12]
- 2021: 23-25, de Santiago Alfonso López Navia.[13]
- 2022: Miel para la boca del asno, de Nilton Santiago, y Brillantes expectativas póstumas, de Francisco López Serrano, ex aequo.[14]
- 2023: El cielo sin caminos, de Sergio Fernández.

## Jurados
En las ediciones de 2008 a 2010, el jurado estaba constituido por Francisco Brines, José Luis García Martín, Luis García Montero, Jesús García Sánchez, Aurora Luque y Josefina Martínez Álvarez
En 2016 el jurado estuvo formado por Luis García Montero, la catedrática de Lengua Española de la Universidad de Oviedo Josefina Martínez Álvarez; el Premio de la Crítica y Nacional de Poesía Carlos Marzal; el editor Chus Visor, la poetisa Aurora Luque y el doctor en Letras y profesor de la Universidad de Oviedo José Luis García Martín. Previamente un "prejurado" formado por Javier Almuzara, Julio Rodríguez y Aurelio Ovies eligió nueve entre los 80 poemarios presentados, en su mayoría de España pero también de Alemania, Israel y varios países de Hispanoamérica. El premio, que concede la Consejería de Educación y Cultura desde 2002, está dotado con 7200 euros y la publicación de la obra ganadora.